# Cantone di Brioux-sur-Boutonne
Il Cantone di Brioux-sur-Boutonne era una divisione amministrativa dell'arrondissement di Niort.
A seguito della riforma approvata con decreto del 18 febbraio 2014, che ha avuto attuazione dopo le elezioni dipartimentali del 2015, è stato soppresso.

## Composizione
Comprendeva i comuni di:
- Asnières-en-Poitou
- Brieuil-sur-Chizé
- Brioux-sur-Boutonne
- Chérigné
- Chizé
- Ensigné
- Les Fosses
- Juillé
- Luché-sur-Brioux
- Lusseray
- Paizay-le-Chapt
- Périgné
- Secondigné-sur-Belle
- Séligné
- Vernoux-sur-Boutonne
- Le Vert
- Villefollet
- Villiers-en-Bois
- Villiers-sur-Chizé